# World War Live – Battle of the Baltic Sea
World War Live – Battle of the Baltic Sea ist das erste Livealbum der Band Sabaton und erschien 2011 als Doppelalbum bei Nuclear Blast. Die Aufnahmen stammen sowohl vom „Sabaton Cruise“-Konzert vom Dezember 2010, als auch von verschiedenen Orten der „World War Live 2010“ Europa-Tour. Die limitierte Erstauflage des Albums enthält zusätzlich eine Bonus-DVD. Wie auch Heroes, Carolus Rex und The Last Stand wurde World War Live von Jonas Kjellgren gemastert.

## Titelliste
Disc 1 – Battle of the Baltic Sea
1. The March to War (intro) – 1:20
2. Ghost Division – 3:53
3. Uprising – 6:06
4. Aces in Exile – 6:05
5. Cliffs of Gallipoli – 6:33
6. White Death – 5:32
7. Swedish Pagans – 6:17
8. Wolfpack – 5:47
9. 40:1 – 5:41
10. The Art of War – 5:39
11. Attero Dominatus – 4:49
12. The Price of a Mile – 6:26
13. Primo Victoria – 5:00
14. Metal Medley – 5:09 (Metal Machine/Metal Crüe)
15. Dead Soldier’s Waltz (outro) – 2:46

Disc 2 – World War Tour Live 2010
1. Screaming Eagles – 4:27 (Norrköping, Schweden)
2. Coat of Arms – 3:16 (Dortmund, Deutschland)
3. Into the Fire – 3:18 (Minsk, Weißrussland)
4. Talvisota – 3:34 (Turku, Finnland)
5. Final Solution – 5:36 (Krakau, Polen)
6. Back in Control – 3:54 (Glasgow, Schottland)
7. Panzerkampf – 5:27 (Nijmegen, Niederlande)
8. 7734 – 3:49 (Antwerpen, Belgien)
9. Hellrider – 4:00 (Pratteln, Schweiz)
10. Panzer Battalion – 5:01 (Zlín, Tschechische Republik)
11. Rise of Evil – 7:51 (Göteborg, Schweden)
12. 40:1 – 4:33 (Lódz, Polen)

Bonus-DVD
- Live at Rockstad:Falun 2008

1. Ghost Division
2. The Art of War
3. Into the Fire
4. Nuclear Attack
5. Rise of Evil
6. 40:1
7. Wolfpack
8. Panzer Battalion
9. Price of a Mile
10. In the Name of God
11. Union
12. A Light in the Black
13. Primo Victoria
14. Cliffs of Gallipoli
15. Attero Dominatus
16. Metal Medley (Metal Machine / Metal Crüe)

- Offizielle Videoclips zu:
- Coat of Arms
- Uprising
- Screaming Eagles

## Kritik
Colin Hüttner schrieb für metal.de: „Die vielen Mitsingstücke versprechen immer Partystimmung und auch die treibenden Rhythmen der Schweden machen Konzerte der Band zu Erlebnissen. Die hieraus resultierende Atmosphäre wird auf ‚World War Live – Battle Of The Baltic Sea‘ gut eingefangen und man kann sich ein Bild davon machen, wie es auf Konzerten der Band zugeht. Das Publikum wird optimal in die Songs integriert und die Setlist kann sich sehen lassen, auch wenn sie natürlich nicht jedermanns Geschmack trifft und man als Fan einige seiner Lieblingssongs vermisst. Neben Bandklassikern […] liegt das Hauptaugenmerk der Setlist auf den letzten beiden, sehr erfolgreichen Alben (‚The Art Of War‘, ‚Coat Of Arms‘) der Schweden. […] Die Stimmung ist das gesamte Konzert über sehr gut, kulminiert aber in den letzten beiden Nummern ‚Primo Victoria‘ und dem ‚Metal Medley‘, was man als Hinweis verstehen kann, dass ein paar alte Stücke mehr, wie etwa ‚Nuclear Attack‘ oder ‚Back In Control‘, nicht verkehrt gewesen wären.
[…] Da Sänger Joakim Bróden viel mit den Fans interagiert, stört es die Liveatmosphäre und den Albumfluss, wenn man der schwedischen Sprache nicht mächtig ist und nicht versteht, was der Sänger den Fans da erzählt. […]
Unter dem Strich bleibt ein Live-Album, das die Ansprüche der Band zweifelsohne erfüllt und auch die Fans der Band zufrieden stellen wird. Die Atmosphäre wird gut eingefangen und auch der Sound lässt keine Wünsche offen. ‚World War Live – Battle Of The Baltic Sea‘ ist jedenfalls ein guter Beleg für die Durchschlagskraft, die SABATON seit jeher bei ihren Konzerten haben und macht Lust auf die nächsten Konzerte.“